# William McCall
William McCall (Delavan, 19 de maio de 1870 — Hollywood, 10 de janeiro de 1938) foi um ator norte-americano da era do cinema mudo. Ele apareceu em 193 filmes entre 1918 e 1938.